# G42 (公司)
Group 42也称为G42，是一家人工智能和云计算公司，于2018年在阿拉伯联合酋长国阿布扎比成立。该公司的客戶涉及政府部门、医疗卫生、金融、石油和天然气、航空和酒店等领域。